# CHIKA (ヘアーメイクアップアーティスト)
CHIKA（ちか、本名：親 保宏（ちか やすひろ）、1964年10月4日 - ）は、岡山県出身の美容師、ヘアメイクアップアーティスト。ヘアサロンartifata（アルティファータ）代表。A型。

## 来歴
1964年岡山県倉敷市生まれ。1983年山野美容専門学校卒業後、HAIR DIMENSION入社。
1986年国際美容協会主催 第37回芸術祭「全国大会カット部門」最優秀賞、厚生労働大臣賞 受賞。1988年Gラッシュイメージヘア カットコンテスト優勝。
1992年HAIR DIMENSION　アーティスティックディレクター就任。1993年Polo Club　CM撮影、1993年マンダムNY・PARIS撮影、1995年HAIR DIMENSION　青山店1号店オープンを企画。
［1998年〜2002］浜崎あゆみの専属hair&makeup  に
浜崎あゆみ出演する全てのメディア撮影並びにイベント、コンサート CD.MV等を手掛ける

2000年11月11日、独立して、表参道 artifata（アルティファータ）開店。2005年美容師養成ビューティアカデミーCAB（CHIKA Academy of Beauty）主宰。
2009年読者が選ぶ、お願いしたい美容師No.1「ar 's ヘアアカデミー賞（主婦と生活社）」受賞。2010年ソフトバンクモバイル「選べるかんたん動画」から「Beauty通信」配信。2011年プロデュースCDを2枚リリース：Salon Life Music“Afternoon”“Morning and Night”。
2012年ニューヨークファッションウィーク、カンヌ国際映画祭、第84回アカデミー賞参加。2012年モルトベーネ「CHESS」の開発に携わる。2013年ヘアーメイクアップアーティストとして、ゴールデングローブ賞に参加。2013年ピアセラボ「Carre D'or」の開発に携わる。2013年実写版映画「ルパン３世」ヘア＆メイクのディレクション担当。2014年東銀座・歌舞伎座タワー内に、ドワンゴ社員向け美容室「artifata GINZA KABUKIZA 店」オープン。

## 出演

### テレビ
- 1999年フジテレビ系列「シザーズリーグ[4]」
- 1999年フジテレビ系列「笑っていいとも![5]」
- 1999年TBS系列「金曜テレビの星!」
- 2000年フジテレビ系列「シザーズリーグ」飛天の間 特番放映
- 2001年フジテレビ系列「100秒の奇跡」
- 2009年日本テレビ系列「超解決！芸能人親子と学ぶ凄い子育て！『スゴ育』SP」

### Web
- 2016年美容師向け情報サイトrequest QJ[6]

## 審査員・講師
ミルボン、ガモウ、ルベル、きくや美粧堂、UNITED DANKS、ホーユー、モード学園、山野美容芸術短期大学、ピアセラボ、マンダム、PREPPY上海

## CD、MV、映画、カレンダー、コンサートlive TV番組、イベント、写真集、CM.CF、雑誌、広告
AKB48、ＢＯＡ、石原さとみ、伊東美咲、黒木メイサ、篠原涼子、浜崎あゆみ、伴都美子(Do as INFINITY)堀北真希、鈴木亜美、鈴木杏樹、中島美嘉、沢尻エリカ、森泉、YOSHIKI、横山だいすけ
、

### 雑誌
VOGUE、ELLE、commons&sense、流行通信、マリ・クレール、Grazia、25ans、MAQUIA、ar、Oggi、CanCam、ViVi、JJ、Ray、with、FRaU、VoCE、Domani、MORE、non-no、Pretty Style、marisol、sweet、Zipper、Cawaii!、美的、an・an、CLASSY.、GINGER

### ショー
ニューヨークファッションウイーク、東京ファッションナイトアウト、浜崎あゆみアリーナツアー、浜崎あゆみドームツアーGirls Award、桂由美ブライダルショー、ジャパンファッションウィーク（JFW）、DENSETSU ヘアショー（天王洲アイル銀河劇場）、ミルボン主催 台湾ヘアショー、マンダム主催 上海ヘアショー、ホーユー主催 ヘアショー スプラッシュ

### 広告
ユニクロ「内閣府」NTTドコモ、CHOYA、ANA、マンダム、マツダ、JR東日本、キリン、KOSE、グンゼ、WELLA、シュワルツコフ、SONY、Polo Club、FUJIFILM、LOTTE、三井住友海上、シュワルツコフ プロフェッショナル、コナカ、コンバース、ホーユー、syoss、ミルボン、資生堂、サンスター、森永製菓、たかの友梨、髙島屋、モルトベーネ、花王、Panasonic、109、JT